# 研经镇
研经镇，是中华人民共和国四川省乐山市井研县下辖的一个乡镇级行政单位。

## 行政区划
研经镇下辖以下地区：
研经街社区、横连村、共富村、断桥村、大沟井村、同前村、大团村、青春村、红光村、石堰村、龙潭村、全福村、农新村、五同村、四方村、柏家村和王家沟村。